# Hülsen (Dörverden)
Hülsen is een plaats in de Duitse gemeente Dörverden, deelstaat Nedersaksen, en telt 1157 inwoners (2002).